# 相内村 (北海道)
相内村（あいのないむら）は、かつて北海道常呂郡にあった村。

## 沿革
- 1909年（明治42年）4月1日 - 北海道二級町村制施行により常呂郡野付牛村、生顔常村が合併し、野付牛村が成立。
- 1916年（大正5年）4月1日 - 野付牛村が常呂郡常呂村の一部と合併し、一級町制施行して野付牛町となる。
- 1921年（大正10年）4月1日 - 野付牛町から相内村（二級）、端野村（二級）が分立。
- 1929年（昭和4年）4月1日 - 相内村が一級村に移行。
- 1942年（昭和17年）6月10日 - 野付牛町が市制施行し改称して北見市となる。
- 1942年（昭和17年）- 村内に9字を設置（相内、東相内、美園、豊田、住吉、本沢、柏木、富里、泉[2]）
- 1956年（昭和31年）9月30日 - 相内村は北見市に編入され消滅。